# Coryphantha poselgeriana
Coryphantha poselgeriana är en kaktusväxtart som först beskrevs av Albert Gottfried Dietrich, och fick sitt nu gällande namn av Nathaniel Lord Britton och Joseph Nelson Rose. Coryphantha poselgeriana ingår i släktet Coryphantha, och familjen kaktusväxter. Inga underarter finns listade i Catalogue of Life.

## Bildgalleri

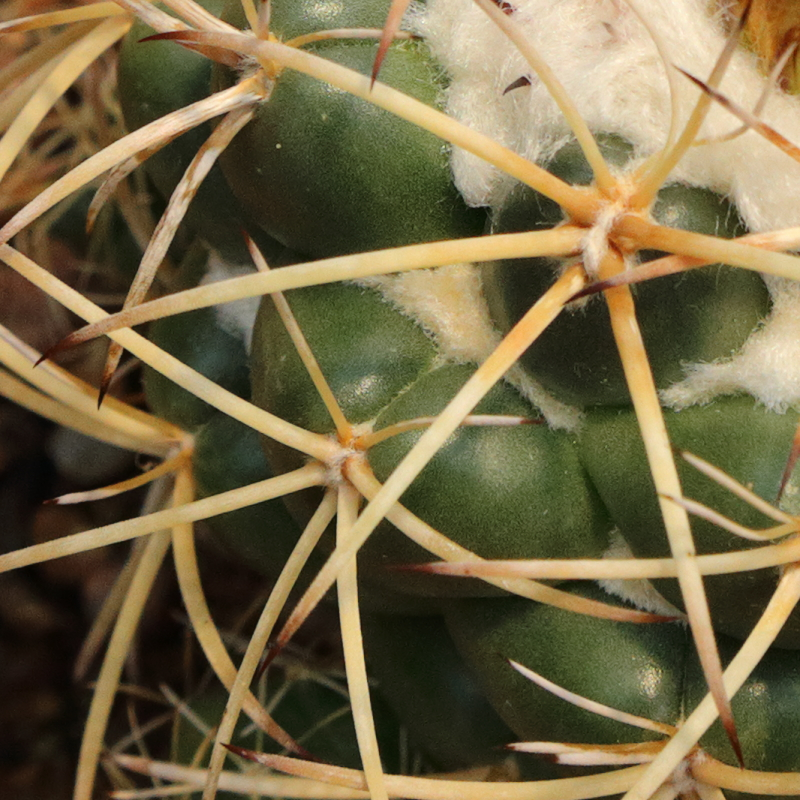
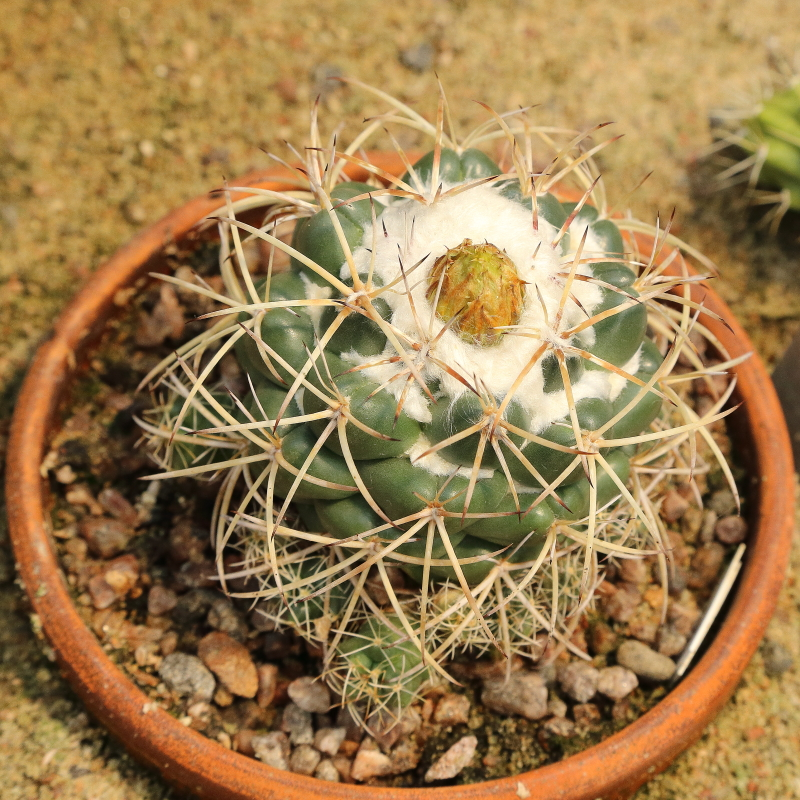